# Lijst van grietmannen van Schiermonnikoog
Dit is een lijst van grietmannen van de voormalige Nederlandse grietenij Schiermonnikoog in de provincie Friesland tot de invoering van de gemeentewet in 1851.
| Ambtsperiode | Naam grietman            | Leven                                                              | Bijzonderheden                                                                                 |
| ------------ | ------------------------ | ------------------------------------------------------------------ | ---------------------------------------------------------------------------------------------- |
| 1816 - 1844  | Johan Stachouwer         | * 1769, Groningen; † 24 juli 1844, Schiermonnikoog                 | Tot 1796 medeheer en drost van Schiermonnikoog. Tevens voor een derde eigenaar van het eiland. |
| 1845 - 1849  | Addick Adrianus Land     | * 27 maart 1814, Dokkum; † 26 maart 1898, Franeker                 | Tevens notaris te Schiermonnikoog.                                                             |
| 1850 - 1851  | Haaike Abrahams Zeilinga | * 16 april 1790, Schiermonnikoog; † 27 maart 1861, Schiermonnikoog | Aansluitend eerste burgemeester van Schiermonnikoog.                                           |